# Rami Yacoub
Rami Yacoub, conosciuto anche solo come Rami (Stoccolma, 17 gennaio 1975), è un produttore discografico, compositore e paroliere svedese di origine palestinese.

## Biografia
Ex-dipendente delle case di produzione Cheiron Studios e Maraton di Stoccolma, ha prodotto dischi e/o composto brani per artisti quali Avicii, Backstreet Boys, Bon Jovi, Nick Carter, Céline Dion, Ariana Grande, Enrique Iglesias, Demi Lovato, Lutricia McNeal, Madonna, Nicki Minaj, NSYNC, One Direction, Pink (cantante), The Saturdays, Britney Spears, Tiësto, The Veronicas, Shayne Ward, Westlife, Måneskin, ecc.
Tra i brani più famosi composti da Rami Yacoub, figurano, tra l'altro I'm Not a Girl, Not Yet a Woman e Oops!... I Did It Again di Britney Spears, Shape of My Heart dei Backstreet Boys e Live While We're Young e What Makes You Beautiful degli One Direction, mentre tra I singoli di maggiore successo da lui prodotti figura anche ...Baby One More Time di Britney Spears. Sia come autore che come produttore, si segnalano le frequenti collaborazioni con Max Martin, Carl Falk e Savan Kotecha.

## Brani scritti da Rami Yacoub (lista parziale)
- Body Moves (incisa dai DNCE)[2]
- Breathless (incisa da Shayne Ward)[2]
- The Call (incisa dai Backstreet Boys)[2]
- Drowning (incisa dai Backstreet Boys)[2]
- Heart Attack (incisa dagli One Direction)[2]
- I Got You (incisa da Nick Carter)
- I'm Not a Girl, Not Yet a Woman (incisa da Britney Spears)[3]
- It's Gonna Be Me (incisa dagli NSYNC)[2]
- Kiss You (incisa dagli One Direction)[2]
- Live While We're Young (incisa dagli One Direction)[3]
- THE LONELIEST (incisa dai Måneskin)
- Lose My Mind (incisa dai The Wanted)[3]
- Lucky (incisa da Britney Spears)[2]
- Nobody Compares (incisa dagli One Direction)[2]
- One Last Time (incisa da Ariana Grande)[2]
- One Thing (incisa dagli One Direction)[3]
- Oops!... I Did It Again (incisa da Britney Spears)[2]
- Overprotected (incisa da Britney Spears)[2]
- Pound the Alarm (incisa da Nicki Minaj)[2]
- Really Don't Care (incisa da Demi Lovato)[2]
- Red Lights (incisa da Tiësto)[2][3]
- Shape of My Heart (incisa dai Backstreet Boys)[3]
- Soledad (incisa dai Westlife e di cui è stata fatta una cover dalle S.H.E e da Heinz Winckler)[5][6][7]
- Starships (incisa da Nicki Minaj)[2][3]
- Stranded (incisa da Lutricia MccNeal)[2]
- Stronger (incisa da Britney Spears)[2][3]
- Troublemaker (incisa da Taio Cruz)[2][3]
- U + Ur Hand (incisa da P!nk)[2]
- What Makes You Beautiful (incisa dagli One Direction)[2]
- When You're Looking Like That (incisa dai Westlife)[2]

## Singoli discografici prodotti da Rami Yacoub (lista parziale)
- ...Baby One More Time (incisa da Britney Spears)[4]
- Body Moves (incisa dai DNCE)[2]
- The Call (incisa dai Backstreet Boys)[2]
- Drowning (incisa dai Backstreet Boys)[2]
- I'm Not a Girl, Not Yet a Woman (incisa da Britney Spears)[3]
- It's Gonna Be Me (incisa dagli NSYNC)[2]
- Kiss You (incisa dagli One Direction)[2]
- Live While We're Young (incisa dagli One Direction)
- Lose My Mind (incisa dai The Wanted)[3]
- Lucky (incisa da Britney Spears)[2]
- One Last Time (incisa da Ariana Grande)[2]
- One Thing (incisa dagli One Direction)[3]
- Oops!... I Did It Again (incisa da Britney Spears)[2]
- Overprotected (incisa da Britney Spears)[2]
- Pound the Alarm (incisa da Nicki Minaj)[2]
- Really Don't Care (incisa da Demi Lovato)[2]
- Red Lights (incisa da Tiësto)[2][3]
- Shape of My Heart (incisa dai Backstreet Boys)[3]
- Stronger (incisa da Britney Spears)[2][3]
- SUPERMODEL (incisa dai Måneskin)
- Troublemaker (incisa da Taio Cruz)[2][3]

## Premi e riconoscimenti
- 2013: Chitarra di platino[4]